# Saúl Álvarez
Saúl "Canelo" Álvarez (* 18. Juli 1990 in Tlajomulco de Zúñiga bei Guadalajara, Mexiko) ist ein mexikanischer Profiboxer und mehrfacher Weltmeister im Halbmittelgewicht (WBC, WBA, WBO), Mittelgewicht (WBC, WBA, IBF), Unumstrittener Boxweltmeister im Supermittelgewicht (WBA, WBO, WBC, IBF) und Halbschwergewicht (WBO).
Laut unabhängigen Ranglisten des Ring Magazine und BoxRec gilt er als der viertbeste Boxer der Welt, ungeachtet der Gewichtsklassen (Pound for pound; Stand: März 2024).

## Familie
Saúl Álvarez wurde als Sohn von Ana María Barragán Fernández und Santos Álvarez Barragán in der Ortschaft San Agustín in Tlajomulco de Zúñiga, im Bundesstaat Jalisco geboren. Er hat sechs Brüder und eine Schwester. Im Alter von fünf Jahren zog er mit seiner Familie nach Juanacatlán, Jalisco.
Seine Brüder Ramón Álvarez Barragán, Ricardo Álvarez Barragán und Rigoberto Álvarez Barragán waren ebenfalls Profiboxer. Ramón Álvarez boxte von 2008 bis 2019 und war unter anderem WBA-WM-Herausforderer von Erislandy Lara, Ricardo Álvarez boxte von 2008 bis 2014 und Rigoberto Álvarez Barragán von 2000 bis 2011, wobei er Interimsweltmeister der WBA wurde.
Saúl Álvarez ist mit Fernanda Gómez liiert. Im Dezember 2017 kam Tochter María Fernanda und im September 2018 Sohn Saúl Abidel zur Welt. Zuvor hatte Álvarez auch kurzzeitige Verhältnisse mit dem mexikanischen Model Marisol González, der Schauspielerin Kate del Castillo, der Sängerin Cynthia Rodríguez und der Unternehmerin Nelda Sepulveda.

## Amateurkarriere
Saúl Álvarez begann im Alter von 13 Jahren mit dem Boxen und bestritt 46 Amateurkämpfe, von denen er 44 gewann, davon 12 vorzeitig. Bei mexikanischen Juniorenmeisterschaften gewann er 2004 Silber und 2005 Gold.

## Trainer und Promoter
Trainiert wird er von José Reynoso und Eddy Reynoso, letzterer ist zugleich sein Manager.
Seit 6. November 2020 ist er Free Agent, zuvor war er den Großteil seiner Karriere beim US-Promoter Golden Boy Promotions des Ex-Boxers Óscar de la Hoya unter Vertrag, seine Kämpfe wurden von HBO, Showtime und seit Ende 2018 von DAZN übertragen. Sein Vertrag mit DAZN wurde für fünf Jahre unterschrieben und sichert Álvarez 365 Millionen US-Dollar, womit es sich um einen der bestdotierten Verträge der Sportgeschichte handelt. Mit Canelo Promotions ist er zudem selbst als Promoter tätig und erhielt im Februar 2021 eine Lizenz zur Veranstaltung von Boxkämpfen im US-Bundesstaat Nevada, in welchem sich auch das Box-Mekka Las Vegas befindet. Damit kann er seine Kämpfe nun selbst promoten, nachdem ihm dies zuvor nur in Mexiko möglich war.

## Profikarriere
Saúl Álvarez gewann sein Profidebüt am 29. Oktober 2005 im Alter von 15 Jahren, dem frühestmöglichen Alter für Profiboxkämpfe in Mexiko. Bis 2011 erreichte er eine Bilanz von 35 Siegen und einem Unentschieden. Er besiegte dabei unter anderem zweimal Miguel Vázquez, sowie Carlos Baldomir und Lovemore N’dou, sowie weitere hochgereihte Boxer wie Gabriel Martínez (Kampfbilanz: 17-0), Euris González (17-0) und Jose Cotto (31-1). Sein Unentschieden erreichte er zu Beginn seiner Karriere im Juni 2006 gegen Jorge Juarez, zu einem Rückkampf der beiden kam es aber nie.
Nachdem Manny Pacquiao seinen WBC-Weltmeistertitel im Halbmittelgewicht im Februar 2011 niedergelegt hatte, wurden Saúl Álvarez und der Brite Matthew Hatton (41-4) dazu bestimmt, am 5. März 2011 im kalifornischen Honda Center um den nun vakanten Titel zu boxen. Álvarez siegte gegen den Europameister, trotz eines Punktabzuges wegen Nachschlagens, einstimmig nach Punkten (3x 119:108). Nach dem Kampf wurde er bereits unter den Top 10 der Weltrangliste des Ring Magazine geführt.
Im Anschluss konnte er den Titel sechsmal verteidigen und schlug dabei Ryan Rhodes (45-4, Nummer 4 des Ring Magazine), Alfonso Gómez (23-4), Kermit Cintrón (33-4), Shane Mosley (46-7), Josesito López (30-4, Nummer 4 der WBC) und in einem Titel-Vereinigungskampf den WBA-Weltmeister Austin Trout (26-0, Nummer 3 des Ring Magazine).
Am 14. September 2013 boxte er in der MGM Grand Garden Arena von Las Vegas gegen Floyd Mayweather Jr. (44-0), welcher vom Ring Magazine nicht nur als Nummer 1 im Halbmittelgewicht, sondern auch als bester Boxer der Welt, ungeachtet der Gewichtsklassen geführt wurde. Álvarez wurde vom Ring Magazine auf Rang 2 der Weltrangliste und Platz 9 der besten Boxer geführt. Der Kampf brach bereits im Vorfeld zahlreiche Rekorde. Mayweather wurde eine Börse von bisher unerreichten 41,5 Millionen US-Dollar zugesichert, zudem wurden alleine durch die Eintrittskarten mehr als 20 Millionen US-Dollar eingenommen, was einen Rekord für einen Boxkampf in Nevada darstellte. Mit etwa 2,2 Millionen Pay-per-View-Käufen und einem daraus erzielten Umsatz von rund 150 Millionen US-Dollar wurde der Kampf zudem der bis dahin umsatzstärkste Pay-per-View-Kampf aller Zeiten. Der im mexikanischen Fernsehen von Televisa übertragene Kampf wurde laut Golden Boy Promotions von bisher noch nie erreichten 5,9 Millionen Fernsehhaushalten verfolgt. Im Kampf selbst fand Álvarez keine Antwort auf die Schnelligkeit und Defensive seines Kontrahenten und verlor seinen WBC- und WBA-Titel durch eine Punktniederlage.
Álvarez wechselte anschließend in die nächsthöhere Gewichtsklasse, das Mittelgewicht, und besiegte 2014 Alfredo Angulo (22-3, Nummer 7 der WBA) durch TKO sowie Erislandy Lara (19-1, amtierender WBA-Weltmeister im Halbmittelgewicht) durch geteilte Punktentscheidung (Split Decision; 117:111, 115:113, 113:115). Der Kampfausgang gegen Lara gestaltete sich denkbar knapp, was sich auch daran zeigte, dass von 89 Medienvertretern, welche den Kampf inoffiziell werteten, 34 Álvarez und 30 Lara als Sieger auf ihren Punktzetteln hatten, während 25 den Kampf als Unentschieden werteten. Im Mai 2015 besiegte er zudem James Kirkland (32-1) in beeindruckender Weise durch KO in der dritten Runde.
Am 21. November 2015 boxte er im Mandalay Bay Resort and Casino von Las Vegas gegen Miguel Cotto (40-4) um den vakanten WBC-Weltmeistertitel im Mittelgewicht und siegte in überlegener Weise einstimmig nach Punkten (118:110, 119:109, 117:111). Cotto, eigentlich WBC-Titelträger, war der Gürtel vor dem Kampf gegen Álvarez aufgrund von Unstimmigkeiten bezüglich der Sanktionsgebühren entzogen worden, weshalb es sich um keine offizielle Titelverteidigung handelte. Durch den Sieg gegen Cotto stieg Álvarez zur Nummer 1 der Weltrangliste des Ring Magazine und zum Linearen Weltmeister im Mittelgewicht auf. Am 7. Mai 2016 verteidigte er den Titel in Las Vegas durch KO in der sechsten Runde gegen Amir Khan (31-3).
Seinen nächsten Kampf bestritt er am 17. September 2016 im Halbmittelgewicht gegen den WBO-Weltmeister Liam Smith (23-0) und besiegte den Briten aufgrund eines schweren Körpertreffers durch KO in der neunten Runde, nachdem er ihn bereits in den Runden 7 und 8 am Boden hatte. Seinen WBC-Titel im Mittelgewicht hatte er bereits am 18. Mai 2016 niedergelegt. Im Mai 2017 legte er auch den WBO-Titel im Halbmittelgewicht nieder, ohne diesen verteidigt zu haben. Am 6. Mai 2017 boxte er in einem Supermittelgewichtskampf gegen Julio César Chávez junior (50-2) und siegte in Las Vegas einstimmig nach Punkten (3x 120:108).
Nach dem Kampf gegen Chávez wurde bekanntgegeben, dass Álvarez als Nächstes im Mittelgewicht gegen den WBA-, WBC-, IBF- und IBO-Weltmeister Gennadi Golowkin (37-0) antreten werde. In dem am 16. September 2017 in der T-Mobile Arena in Paradise ausgetragenen Kampf sicherte sich Álvarez die Anfangs- und Schlussrunden, während Golowkin in den mittleren Runden überzeugte. Am Ende wurde der Kampf unentschieden gewertet (Split Decision; 115:113, 110:118, 114:114), wodurch Golowkin Titelträger blieb.
Der angekündigte Rückkampf stieg am 15. September 2018 erneut in der T-Mobile Arena und endete diesmal mit einem Punktsieg von Álvarez (Majority Decision; 114:114, 2 × 115:113), wodurch dieser die WM-Gürtel der Verbände WBA und WBC im Mittelgewicht erlangte und vom Ring Magazine erneut zur Nummer 1 erklärt wurde. Der IBF-Gürtel war Golowkin im Juni 2018 entzogen worden, für den IBO-Titel wurden durch Álvarez die Sanktionsgebühren nicht geleistet.
Gleich in seinem nächsten Kampf am 15. Dezember 2018 besiegte er Rocky Fielding (27-1) im Madison Square Garden von New York City beim Kampf um den WBA-Weltmeistertitel im Supermittelgewicht durch TKO in der dritten Runde und gewann damit bereits in der dritten Gewichtsklasse einen WM-Gürtel. Am 4. Mai 2019 vereinte er seine WBC- und WBA-Titel im Mittelgewicht mit dem IBF-Titel von Daniel Jacobs (35-2), nachdem er den US-Amerikaner in Las Vegas einstimmig nach Punkten hatte besiegen können (116:112, 2 × 115:113).
Am 2. November 2019 sicherte sich Álvarez den WBO-Weltmeistertitel im Halbschwergewicht. Er schlug dabei den russischen Titelträger Sergei Kowaljow (34-3), nach Punkten führend, durch KO in der elften Runde. Durch den Titelgewinn wurde Álvarez, nach den Hall of Famers Sugar Ray Leonard, Thomas Hearns und Mike McCallum, der erst vierte Boxer, der sich im Laufe seiner Karriere einen WM-Titel im Halbmittelgewicht und im 21 Pfund schwereren Halbschwergewicht sichern konnte. Er wurde darüber hinaus, nach Julio González, der erst zweite mexikanische Boxweltmeister im Halbschwergewicht und der erst vierte mexikanische Boxer, der WM-Titel in vier Gewichtsklassen erkämpfte. Dies war zuvor nur Erik Morales, Juan Manuel Márquez und Jorge Arce gelungen. Da er zu diesem Zeitpunkt auch noch seine WM-Titel im Mittelgewicht und Supermittelgewicht trug, wurde er nach Henry Armstrong der erst zweite Boxer, der gleichzeitig WM-Titel in drei Gewichtsklassen hält.
Nach diesem Erfolg bestritt Álvarez für über 13 Monate keinen Kampf mehr und kehrte erst am 19. Dezember 2020 in den Ring zurück. Er besiegte in einem Supermittelgewichtskampf um die Titel der WBC und WBA, sowie die Platzierung als Nummer 1 des Ring Magazine, den Briten Callum Smith (27-0) einstimmig nach Punkten (117:111, 2 × 119:109). Der Kampf fand im Alamodome in San Antonio statt. Die beiden Gürtel verteidigte er am 27. Februar 2021 in Miami Gardens durch TKO in der dritten Runde gegen Avni Yıldırım (21-2), nachdem der Türke nicht mehr zur vierten Runde angetreten war.
Am 8. Mai 2021 verteidigte er die beiden Gürtel durch TKO in der achten Runde gegen Billy Joe Saunders (30-0) und gewann dadurch auch den WBO-Weltmeistertitel seines Kontrahenten, womit er drei der vier bedeutendsten WM-Titel einer Gewichtsklasse vereinte. Mit 73.126 Zusehern im AT&T Stadium von Arlington handelte es sich um die bis dahin zuschauerstärkste Boxveranstaltung in einer geschlossenen Sportarena.
Am 6. November 2021 besiegte er in Las Vegas den IBF-Weltmeister Caleb Plant (21-0) durch KO in der elften Runde und vereinte damit, als bislang erster Mexikaner und insgesamt sechster Boxer, alle vier bedeutenden WM-Titel einer Gewichtsklasse (WBA, WBC, WBO, IBF).
Am 7. Mai 2022 verlor er in einem Halbschwergewichtskampf einstimmig nach Punkten (3x 113:115) gegen den russischen WBA-Superweltmeister Dmitri Biwol (19-0).
Sein nächster Kampf, welcher am 17. September 2022 in der T-Mobile Arena von Las Vegas stattfand, war ein inzwischen drittes Aufeinandertreffen mit Gennadi Golowkin um die vier WM-Titel von Álvarez im Supermittelgewicht. Dabei siegte Álvarez einstimmig nach Punkten (116:112, 2× 115:113).
2023 verteidigte er die WM-Titel jeweils einstimmig gegen John Ryder (32-5) und Jermell Charlo (35-1), wodurch er der erste Boxweltmeister mit drei Titelverteidigungen aller vier Gürtel einer Gewichtsklasse werden konnte.
Eine weitere Titelverteidigung aller vier Gürtel gewann er am 4. Mai 2024 einstimmig gegen Jaime Munguía (43-0). Dies war das erste Mal, dass zwei in Mexiko geborene Boxer um alle vier Titel einer Gewichtsklasse kämpften, sowie der erste WM-Titelkampf im Supermittelgewicht, an dem zwei in Mexiko geborene Kämpfer teilnahmen. Seine nächste Titelverteidigung gewann er am 14. September 2024 einstimmig nach Punkten gegen Edgar Berlanga (22-0). Zwischenzeitlich wurde ihm der IBF-Titel entzogen, da er für den Kampf gegen Berlanga eine Pflichtteilverteidigung gegen den IBF-Pflichtherausforderer und gebürtigen Kubaner William Scull (23-0) ausgesetzt hatte. Den Kampf gegen den inzwischen zum IBF-Weltmeister ernannten Scull gewann er dann am 3. Mai 2025 einstimmig.

## Auszeichnungen
- 2021: WBC Boxer des Jahres[56]
- 2020: WBA Boxer des Jahres[57]
- 2019: Ring Magazine Boxer des Jahres[58]
- 2019: Sugar Ray Robinson Award als Boxer des Jahres der BWAA (als erster Mexikaner seit 32 Jahren)[59]
- 2019: ESPN Boxer des Jahres[60]
- 2019: Sports Illustrated Boxer des Jahres[61]
- 2019: Boxing News Boxer des Jahres[62]
- 2019: HHF Sports Award[63]
- 2018: National Sports Award (als erster Boxer), höchste sportliche Auszeichnung Mexikos durch Präsident Enrique Peña Nieto[64]
- 2015: ESPN Boxer des Jahres[65]

## Liste der Profikämpfe
| 62 Siege (39 K.-o.-Siege), 2 Niederlagen, 2 Unentschieden |               |                                                  | |                                                     |
| Jahr                                                      | Tag           | Ort                                              | Gegner                                                                                                 | Ergebnis für Álvarez                                |
| 2005                                                      | 29. Oktober   | Arena Chololo Larios, Tonala, Mexiko             | Abraham Gonzalez                                                                                       | Sieg / TKO 4. Runde                                 |
| 2005                                                      | 26. November  | Arena Chololo Larios, Tonala, Mexiko             | Pablo Alvarado                                                                                         | Sieg / KO 2. Runde                                  |
| 2006                                                      | 20. Januar    | Guadalajara, Jalisco, Mexiko                     | Miguel Vázquez                                                                                         | Punktsieg (geteilte Entscheidung) / 4 Runden        |
| 2006                                                      | 10. Februar   | Men´s Club, Jalisco, Mexiko                      | Pedro Lopez                                                                                            | Sieg / KO 1. Runde                                  |
| 2006                                                      | 17. Juni      | Auditorio Municipal, Tijuana, Mexiko             | Jorge Juarez                                                                                           | Unentschieden (geteilte Entscheidung) / 4 Runden    |
| 2006                                                      | 21. Juli      | Arena Coliseo, Jalisco, Mexiko                   | Juan Hernandez                                                                                         | Sieg / KO 2. Runde                                  |
| 2006                                                      | 15. September | Guadalajara, Jalisco, Mexiko                     | Cristian Hernandez                                                                                     | Sieg / KO 2. Runde                                  |
| 2006                                                      | 29. September | Tonala, Jalisco, Mexiko                          | Francisco Villanueva                                                                                   | Sieg / KO 5. Runde                                  |
| 2006                                                      | 8. Dezember   | Arena Jalisco, Jalisco, Mexiko                   | Daniel Martinez                                                                                        | Sieg / KO 2. Runde                                  |
| 2007                                                      | 2. März       | Salón de Eventos Los Fresnos, Tepic, Mexiko      | Javier Martinez                                                                                        | Sieg / TKO 8. Runde                                 |
| 2007                                                      | 30. März      | Salón de Eventos Los Fresnos, Tepic, Mexiko      | Ivan Illescas                                                                                          | Sieg / KO 4. Runde                                  |
| 2007                                                      | 19. Mai       | Auditorio Benito Juarez, Jalisco, Mexiko         | Victor Marquez                                                                                         | Sieg / KO 4. Runde                                  |
| 2007                                                      | 1. Juni       | Salón de Eventos Los Fresnos, Tepic, Mexiko      | Jesus Abel Hernandez                                                                                   | Sieg / TKO 2. Runde                                 |
| 2007                                                      | 18. August    | Coliseo Olimpico de la UG, Jalisco, Mexiko       | Christian Solano                                                                                       | Punktsieg (einstimmig) / 10 Runden                  |
| 2007                                                      | 31. August    | Coliseo Olimpico de la UG, Jalisco, Mexiko       | Ricardo Cano                                                                                           | Punktsieg (einstimmig) / 12 Runden                  |
| 2007                                                      | 15. Dezember  | Auditorio Benito Juarez, Jalisco, Mexiko         | Sean Holley                                                                                            | Sieg / TKO 2. Runde                                 |
| 2008                                                      | 22. Februar   | Salon Marbet Plus, Ciudad Nezahualcoyotl, Mexiko | Axel Rodrigo Solis                                                                                     | Sieg / KO 1. Runde                                  |
| 2008                                                      | 14. März      | Coliseo Olimpico de la UG, Jalisco, Mexiko       | Francisco Villanueva Jalisco-Weltergewicht-Meisterschaft                                               | Sieg / TKO 9. Runde                                 |
| 2008                                                      | 18. April     | Salon Marbet Plus, Ciudad Nezahualcoyotl, Mexiko | Gabriel Martinez WBA-Fedecentro Weltergewicht-Meisterschaft                                            | Sieg / Aufgabe 11. Runde                            |
| 2008                                                      | 6. Juni       | Tepic, Nayarit, Mexiko                           | Francisco Villanueva                                                                                   | Punktsieg (geteilte Entscheidung) / 10 Runden       |
| 2008                                                      | 28. Juni      | Palenque Calle 2, Zapopan, Mexiko                | Miguel Vázquez                                                                                         | Punktsieg (einstimmig) / 10 Runden                  |
| 2008                                                      | 2. August     | Auditorio Benito Juárez, Zapopan, Mexiko         | Carlos Adan Jerez WBA-Fedecentro Weltergewicht-Titelverteidigung                                       | Punktsieg (einstimmig) / 10 Runden                  |
| 2008                                                      | 24. Oktober   | Morongo Casino Resort & Spa, Cabazon, USA        | Larry Mosley                                                                                           | Punktsieg (einstimmig) / 10 Runden                  |
| 2008                                                      | 5. Dezember   | Miccosukee Indian Gaming Resort, Miami, USA      | Raul Pinzon WBA-Fedecentro Weltergewicht-Titelverteidigung                                             | Sieg / TKO 1. Runde                                 |
| 2009                                                      | 17. Januar    | Foro Scotiabank, Polanco, Mexiko                 | Luis Antonio Fitch NABF-Weltergewicht-Meisterschaft                                                    | Sieg / TKO 1. Runde                                 |
| 2009                                                      | 21. Februar   | Auditorio Benito Juárez, Zapopan, Mexiko         | Euri Gonzalez NABF-Weltergewicht-Titelverteidigung WBO-Latino Weltergewicht-Meisterschaft              | Sieg / TKO 11. Runde                                |
| 2009                                                      | 11. April     | Gimnasio Niños Héroes, Tepic, Mexiko             | Michel Rosales NABF-Weltergewicht-Titelverteidigung                                                    | Sieg / TKO 10. Runde                                |
| 2009                                                      | 6. Juni       | Parque Xcaret, Cancun, Mexiko                    | Jeferson Luis Goncalo NABF-Weltergewicht-Titelverteidigung                                             | Sieg / KO 9. Runde                                  |
| 2009                                                      | 8. August     | Auditorio Benito Juárez, Zapopan, Mexiko         | Marat Khuzeev WBC-Junioren Weltergewicht-Weltmeisterschaft                                             | Sieg / KO 2. Runde                                  |
| 2009                                                      | 15. September | Auditorio Siglo XXI, Puebla, Mexiko              | Carlos Leonardo Herrera WBC-Junioren Weltergewicht-Titelverteidigung                                   | Sieg / TKO 1. Runde                                 |
| 2009                                                      | 5. Dezember   | Tepic, Nayarit, Mexiko                           | Lanardo Tyner NABF-Weltergewicht-Titelverteidigung                                                     | Punktsieg (einstimmig) / 12 Runden                  |
| 2010                                                      | 6. März       | Palenque de la Feria, Tuxtla Gutierrez, Mexiko   | Brian Camechis NABF-Weltergewicht-Titelverteidigung                                                    | Sieg / KO 3. Runde                                  |
| 2010                                                      | 1. Mai        | MGM Grand Hotel, Las Vegas, USA                  | Jose Miguel Cotto                                                                                      | Sieg / TKO 9. Runde                                 |
| 2010                                                      | 10. Juli      | Arena VFG, Guadalajara, Mexiko                   | Luciano Leonel Cuello WBC-Silber Superweltergewicht-Meisterschaft                                      | Sieg / TKO 6. Runde                                 |
| 2010                                                      | 18. September | Staples Center, Los Angeles, USA                 | Carlos Manuel Baldomir WBC-Silber Superweltergewicht-Titelverteidigung                                 | Sieg / KO 6. Runde                                  |
| 2010                                                      | 4. Dezember   | Estadio Beto Avila, Veracruz, Mexiko             | Lovemore N’dou WBC-Silber Superweltergewicht-Titelverteidigung                                         | Punktsieg (einstimmig) / 12 Runden                  |
| 2011                                                      | 5. März       | Honda Center, Anaheim, USA                       | Matthew Hatton vakante WBC-Superweltergewicht-Weltmeisterschaft                                        | Punktsieg (einstimmig) / 12 Runden                  |
| 2011                                                      | 18. Juni      | Arena VFG, Tlajomulco de Zúñiga, Mexiko          | Ryan Rhodes WBC-Superweltergewicht-Titelverteidigung                                                   | Sieg / TKO 12. Runde                                |
| 2011                                                      | 17. September | Staples Center, Los Angeles, USA                 | Alfonso Gómez WBC-Superweltergewicht-Titelverteidigung                                                 | Sieg / TKO 6. Runde                                 |
| 2011                                                      | 26. November  | Plaza de Toros México, Mexiko-Stadt, Mexiko      | Kermit Cintrón WBC-Superweltergewicht-Titelverteidigung                                                | Sieg / TKO 5. Runde                                 |
| 2012                                                      | 5. Mai        | MGM Grand Hotel, Las Vegas, USA                  | Shane Mosley WBC-Superweltergewicht-Titelverteidigung                                                  | Punktsieg (einstimmig) / 12 Runden                  |
| 2012                                                      | 15. September | MGM Grand Garden Arena, Las Vegas, USA           | Josesito López WBC-Superweltergewicht-Titelverteidigung                                                | Sieg / TKO 5. Runde                                 |
| 2013                                                      | 20. April     | Alamodome, San Antonio, USA                      | Austin Trout WBC-Superweltergewicht-Titelverteidigung                                                  | Punktsieg (einstimmig) / 12 Runden                  |
| 2013                                                      | 14. September | MGM Grand Garden Arena, Las Vegas, USA           | Floyd Mayweather Jr. WBA/WBC-Superweltergewicht-Titelvereinigung                                       | Punktniederlage (Mehrheitsentscheidung) / 12 Runden |
| 2014                                                      | 8. März       | MGM Grand Garden Arena, Las Vegas, USA           | Alfredo Angulo                                                                                         | Sieg / TKO 10. Runde                                |
| 2014                                                      | 12. Juli      | MGM Grand Garden Arena, Las Vegas, USA           | Erislandy Lara                                                                                         | Punktsieg (geteilte Entscheidung) / 12 Runden       |
| 2015                                                      | 9. Mai        | Minute Maid Park, Houston, USA                   | James Kirkland                                                                                         | Sieg / KO 3. Runde                                  |
| 2015                                                      | 21. November  | Mandalay Bay Resort and Casino, Las Vegas, USA   | Miguel Cotto vakante WBC-Mittelgewicht-Weltmeisterschaft                                               | Punktsieg (einstimmig) / 12 Runden                  |
| 2016                                                      | 7. Mai        | T-Mobile Arena, Paradise, USA                    | Amir Khan WBC-Mittelgewicht-Titelverteidigung                                                          | Sieg / KO 6. Runde                                  |
| 2016                                                      | 17. September | AT&T Stadium, Arlington, USA                     | Liam Smith WBO-Superweltergewicht-Weltmeisterschaft                                                    | Sieg / KO 9. Runde                                  |
| 2017                                                      | 6. Mai        | T-Mobile Arena, Paradise, USA                    | Julio César Chávez junior                                                                              | Punktsieg (einstimmig) / 12 Runden                  |
| 2017                                                      | 16. September | T-Mobile Arena, Paradise, USA                    | Gennadi Golowkin IBF/IBO/WBA/WBC-Mittelgewicht-Weltmeisterschaft                                       | Unentschieden (geteilte Entscheidung) / 12 Runden   |
| 2018                                                      | 15. September | T-Mobile Arena, Paradise, USA                    | Gennadi Golowkin WBA/WBC-Mittelgewicht-Weltmeisterschaft                                               | Punktsieg (Mehrheitsentscheidung) / 12 Runden       |
| 2018                                                      | 15. Dezember  | Madison Square Garden, New York, USA             | Rocky Fielding WBA-Reguläre Supermittelgewicht-Weltmeisterschaft                                       | Sieg / TKO 3. Runde                                 |
| 2019                                                      | 4. Mai        | T-Mobile Arena, Las Vegas, USA                   | Daniel Jacobs IBF/WBA/WBC-Mittelgewicht-Titelvereinigung                                               | Punktsieg (einstimmig) / 12 Runden                  |
| 2019                                                      | 2. November   | MGM Grand Garden Arena, Las Vegas, USA           | Sergei Kowaljow WBO-Halbschwergewicht-Weltmeisterschaft                                                | Sieg / KO 11. Runde                                 |
| 2020                                                      | 19. Dezember  | Alamodome, San Antonio, USA                      | Callum Smith WBA-Supermittelgewicht-Weltmeisterschaft vakante WBC-Supermittelgewicht-Weltmeisterschaft | Punktsieg (einstimmig) / 12 Runden                  |
| 2021                                                      | 27. Februar   | Hard Rock Stadium, Miami, USA                    | Avni Yıldırım WBA/WBC-Supermittelgewicht-Titelverteidigung                                             | Sieg / Aufgabe 3. Runde                             |
| 2021                                                      | 8. Mai        | AT&T Stadium, Arlington, USA                     | Billy Joe Saunders WBA/WBC/WBO-Supermittelgewicht-Titelvereinigung                                     | Sieg / Aufgabe 8. Runde                             |
| 2021                                                      | 6. November   | MGM Grand Garden Arena, Las Vegas, USA           | Caleb Plant IBF/WBA/WBC/WBO-Supermittelgewicht-Titelvereinigung                                        | Sieg / KO 11. Runde                                 |
| 2022                                                      | 7. Mai        | T-Mobile Arena, Las Vegas, USA                   | Dmitri Biwol WBA-Halbschwergewicht-Weltmeisterschaft                                                   | Punktniederlage (einstimmig) / 12 Runden            |
| 2022                                                      | 17. September | T-Mobile Arena, Las Vegas, USA                   | Gennadi Golowkin IBF/WBA/WBC/WBO-Supermittelgewicht-Titelverteidigung                                  | Punktsieg (einstimmig) / 12 Runden                  |
| 2023                                                      | 6. Mai        | Estadio Akron, Zapopan, Mexiko                   | John Ryder IBF/WBA/WBC/WBO-Supermittelgewicht-Titelverteidigung                                        | Punktsieg (einstimmig) / 12 Runden                  |
| 2023                                                      | 30. September | T-Mobile Arena, Las Vegas, USA                   | Jermell Charlo IBF/WBA/WBC/WBO-Supermittelgewicht-Titelverteidigung                                    | Punktsieg (einstimmig) / 12 Runden                  |
| 2024                                                      | 4. Mai        | T-Mobile Arena, Las Vegas, USA                   | Jaime Munguía IBF/WBA/WBC/WBO-Supermittelgewicht-Titelverteidigung                                     | Punktsieg (einstimmig) / 12 Runden                  |
| 2024                                                      | 14. September | T-Mobile Arena, Las Vegas, USA                   | Edgar Berlanga WBA/WBC/WBO-Supermittelgewicht-Titelverteidigung                                        | Punktsieg (einstimmig) / 12 Runden                  |
| 2025                                                      | 3. Mai        | Al-Mamlaka-Arena, Riad, Saudi-Arabien            | William Scull IBF/WBA/WBC/WBO-Supermittelgewicht-Titelvereinigung                                      | Punktsieg (einstimmig) / 12 Runden                  |
| Quelle: Saúl Álvarez in der BoxRec-Datenbank              |               |                                                  | |                                                     |